# Rock the Joint
Rock the Joint, également connu sous le nom de We Gonna Rock This Joint Tonight, est une chanson de boogie-woogie enregistrée par divers chanteurs de rhythm and blues et de rock 'n' roll, notamment Jimmy Preston et Bill Haley.
La version de Preston en 1949 est souvent citée comme un prétendant sérieux au titre de « premier disque de rock 'n' roll », et l'enregistrement de Bill Haley est considéré comme l'un des premiers disques de rockabilly. D'autres sources le considèrent également comme un prétendant au titre de « premier disque de rock 'n' roll ».

## Version originale
La paternité de la chanson est attribuée à Harry Crafton, Wendell "Don" Keane et Harry "Doc" Bagby, des musiciens sous contrat avec le label Gotham à New York, propriété d'Ivin Ballen (bien qu'une version live enregistrée par Haley en 1969 pour Buddah Records soit créditée à James Bracken). La chanson est basée sur Rock That Voot de Nelson Alexander, sortie l'année précédente. Toutes deux sont influencées par des enregistrements R&B antérieurs tels que Good Rockin' Tonight, le hit R&B de Wynonie Harris en 1948.
Ballen propose la chanson à Jimmy Preston, qui a récemment obtenu un tube avec Hucklebuck Daddy. La version de Jimmy Preston and His Prestonians est enregistrée à Philadelphie en mai 1949 et est publiée sur le label Gotham en août, atteignant la 6e place du classement national R&B.
La chanson est enregistrée cette même année 1949 par Chris Powell and the Five Blue Flames, un autre groupe de Philadelphie, dans « un jump blues frénétique où le guitariste Eddie Lambert frappe sur les cordes comme le chaînon manquant entre T-Bone Walker et Chuck Berry ». Jimmy Cavallo and His House Rockers, de New York, l'enregistrent en 1951. Les deux reprises sont assez semblables à l'original de Preston.

## Reprise par Bill Haley
Deux ans plus tard, Bill Haley and the Saddlemen, qui ont remporté un certain succès avec leur reprise de Rocket 88 de Jackie Brenston and his Delta Cats (avec Ike Turner), cherchent un nouveau tube. Leur producteur Dave Miller, propriétaire d'Essex Records, les persuade de reprendre Rock The Joint, une chanson qui, comme Rocket 88, a déjà eu du succès auprès du public R&B. Haley enregistre la chanson en février ou mars 1952. L'endroit exact est inconnu mais on pense que la chanson est enregistrée à Chester en Pennsylvanie, la ville natale du groupe.
Haley compose ses propres vers pour plaire à son public country, énumérant une succession de danses hillbilly telles que le Sugarfoot Rag et Virginia Reel en lieu et place du hucklebuck et du jitterbug de la version de Preston. Il utilise également une instrumentation différente sur le morceau, et plus d'écho. En particulier, la version d'Haley utilise une proéminente basse slappée percussive jouée par Marshall Lytle et la guitare électrique par Danny Cedrone, avec un lick qu'il dupliquera deux ans plus tard sur Rock Around the Clock. Le solo est influencé par celui de Les Paul dans How High the Moon. Cette version de Rock the Joint, sortie en avril en face B d'Icy Heart,, un ballade country fortement inspirée par Cold, Cold Heart d'Hank Williams, se vend à 75 000 exemplaires.
Un article de 2012 déclare que l'arrangement musclé de Rock This Joint par les Saddlemen en 1952 convainc Bill Haley de s'éloigner des sonorités western swing pour s'orienter vers le rock 'n' roll.
Bien que la version d'Haley ne soit pas classée lors de sa sortie sur Essex Records en 1952, elle rencontre suffisamment de succès à Chicago pour lui gagner une courte résidence dans un club de jazz de la ville - bien que cette expérience soit interrompue après qu'une partie de son public noir soit parti. Néanmoins, la version de Rock The Joint de Bill Haley - trois ans avant Rock Around the Clock - est une étape importante dans le développement du rockabilly à travers le rapprochement des styles R&B et country.
La chanson est ré-enregistrée par Haley pour Decca en 1957, date à laquelle son groupe est rebaptisé Bill Haley & His Comets (il est publié sous le titre New Rock the Joint par Decca car la version originale est toujours commercialisée). Plus tard, il enregistre à nouveau la chanson pour le label suédois Sonet Records en 1968 et de nombreuses versions live sont également gravées. Après sa mort, les membres des Comets qui ont accompagné Haley entre 1951 et le début des années 1960 se réunissent et enregistrent plusieurs autres versions de la chanson, comme pour l'album You're Never Too Old to Rock d'Hydra Records en 1994.

### Personnel
- Bill Haley : guitare rythmique, chant
- Danny Cedrone : guitare solo
- Billy Williamson : steel guitar
- Johnny Grande : piano
- Marshall Lytle : contrebasse

## Versions
La chanson de Jimmy Preston fait l'objet de plusieurs autres reprises par différents artistes,,. On peut citer notamment :
- 1949 : Chris Powell and the Five Blue Flames, sortie en single chez Columbia.
- 1951 : Jimmy Cavallo and His House Rockers (single BSD)
- 1952 : Bill Haley with the Saddlemen (Essex)
- 1952 : Lola Ameche with Orchestra conducted by Ralph Marterie, en face B de Don't Let the Stars Get in Your Eyes
- 1957 : Bill Haley and His Comets (Decca)
- 1996 : Reverend Horton Heat, sur son album It's Martini Time.
- 1996 : Billy Swan, sur l'album I Can Help - Live
- 2000 : Max Weinberg (Rock This Joint) sur l'album The Max Weinberg 7
- 2008 : Solomon Burke lors d'un concert à Berlin
- 2014 : Bill Wyman’s Rhythm Kings lors de plusieurs concerts aux Pays-Bas.